# Canal metróállomás
Canal metróállomás Spanyolország fővárosában, Madridban a madridi metró 2-es és 7-es vonalán.

## Metróvonalak
Az állomást az alábbi metróvonalak érintik:
- 2-es metróvonal
- 7-es metróvonal

## Kapcsolódó állomások
A metróállomáshoz az alábbi állomások vannak a legközelebb:
- Quevedo (Las Rosas, 2-es metróvonal)
- Islas Filipinas (Pitis, 7-es metróvonal)
- Cuatro Caminos (Cuatro Caminos, 2-es metróvonal)
- Alonso Cano (Hospital del Henares, 7-es metróvonal)